# Eustrophus punctolineatus
Eustrophus punctolineatus es una especie de coleóptero de la familia Tetratomidae.

## Distribución geográfica
Habita en Madagascar.